# 21523 GONG
21523 GONG è un asteroide della fascia principale. Scoperto nel 1998, presenta un'orbita caratterizzata da un semiasse maggiore pari a 3,0039402 UA e da un'eccentricità di 0,2644686, inclinata di 26,54695° rispetto all'eclittica.